# 特倫斯·孔戈洛
特倫斯·孔戈洛（荷蘭語：Terence Kongolo，1994年2月14日—），荷蘭足球運動員，司職後衛，現効力荷甲球會NAC比達。
他的父親母親都是剛果民主共和國人。

## 俱樂部生涯
孔戈洛出自飛燕諾青訓，上賽季幫助球隊力壓PSV燕豪芬以及阿積士，拿到荷甲冠軍。
荷甲球隊飛燕諾官網消息，荷蘭後衛孔戈洛與俱樂部續約至2017年夏天。他的合同原本到明年到期。
法甲球隊摩納哥從荷甲冠軍飛燕諾簽下孔戈洛，轉會費1500萬歐元，簽約五年。
2018年，英超球隊哈德斯菲尔德花費2000萬歐元轉會費從摩納哥買下這名荷蘭後衛，成為了隊史最高的轉會費。
英超球隊富勒姆官方宣佈球隊簽下英冠哈德斯菲爾德後衛孔戈洛，他與俱樂部的合同將在2024年夏天到期，俱樂部還有延長一年的選項。據悉這次轉會費為440萬歐元。

## 國家隊生涯
孔戈洛在范加尔执教荷兰国家足球队时曾随队参加了2014年巴西世界杯。 

## 外部連結
- Netherlands U17 stats （页面存档备份，存于） at OnsOranje
- Netherlands U19 stats （页面存档备份，存于） at OnsOranje
- Netherlands U21 stats （页面存档备份，存于） at OnsOranje
- Terence Kongolo at Voetbal International （荷蘭語） – .   [9 February 2014]. （原始内容存档于27 January 2016）.